# Theia (planeet)

Inslagtheorie Theia

Theia is een speculatieve planeet die volgens een theorie meer dan vier miljard jaar geleden, voorafgaand aan de formatie van de Maan, is ingeslagen op de Aarde. Deze inslag vernietigde Theia en gooide grote hoeveelheden materiaal in een baan om de Aarde, waaruit vervolgens de Maan is ontstaan in een periode van waarschijnlijk enkele duizenden jaren. De Aarde kreeg ook een groot impulsmoment van de botsing, en ook werd haar massa verhoogd tot het huidige niveau. De ijzeren kern van Theia zou met de aardkern versmolten zijn en alleen een deel van het verdampte mantelgesteente zou in een baan rondom de Aarde zijn geraakt.
Volgens deze theorie zou Theia ongeveer de grootte van Mars hebben gehad, en moet deze de Aarde hebben geraakt met een scherende invalshoek.
Theia zou rond de zon hebben gedraaid, vlakbij de aarde. Uiteindelijk is ze daar weggedreven door de invloed van de zwaartekracht van Jupiter, Venus of beide. Dit heeft haar vervolgens dichterbij de aarde gebracht, dat uiteindelijk in een botsing resulteerde.

## Aanwijzingen
De voornaamste aanwijzing voor deze Grote Inslagtheorie is dat de samenstelling van maanstenen die naar de Aarde zijn meegenomen na de Apollovluchten ongeveer dezelfde is als die van het mantelgesteente van de Aarde en dat de soortelijke massa van de Maan zo laag is dat met grote waarschijnlijkheid kan worden aangenomen dat de Maan nauwelijks enig nikkelijzer, de substantie waaruit de aardkern is opgebouwd en die 32% van de aardmassa uitmaakt, bevat.

## Naam
De planeet Theia is genoemd naar de Titaan Theia uit de Griekse mythologie, die de moeder is van de godin van de Maan, Selene.